# Rabet (Roman)

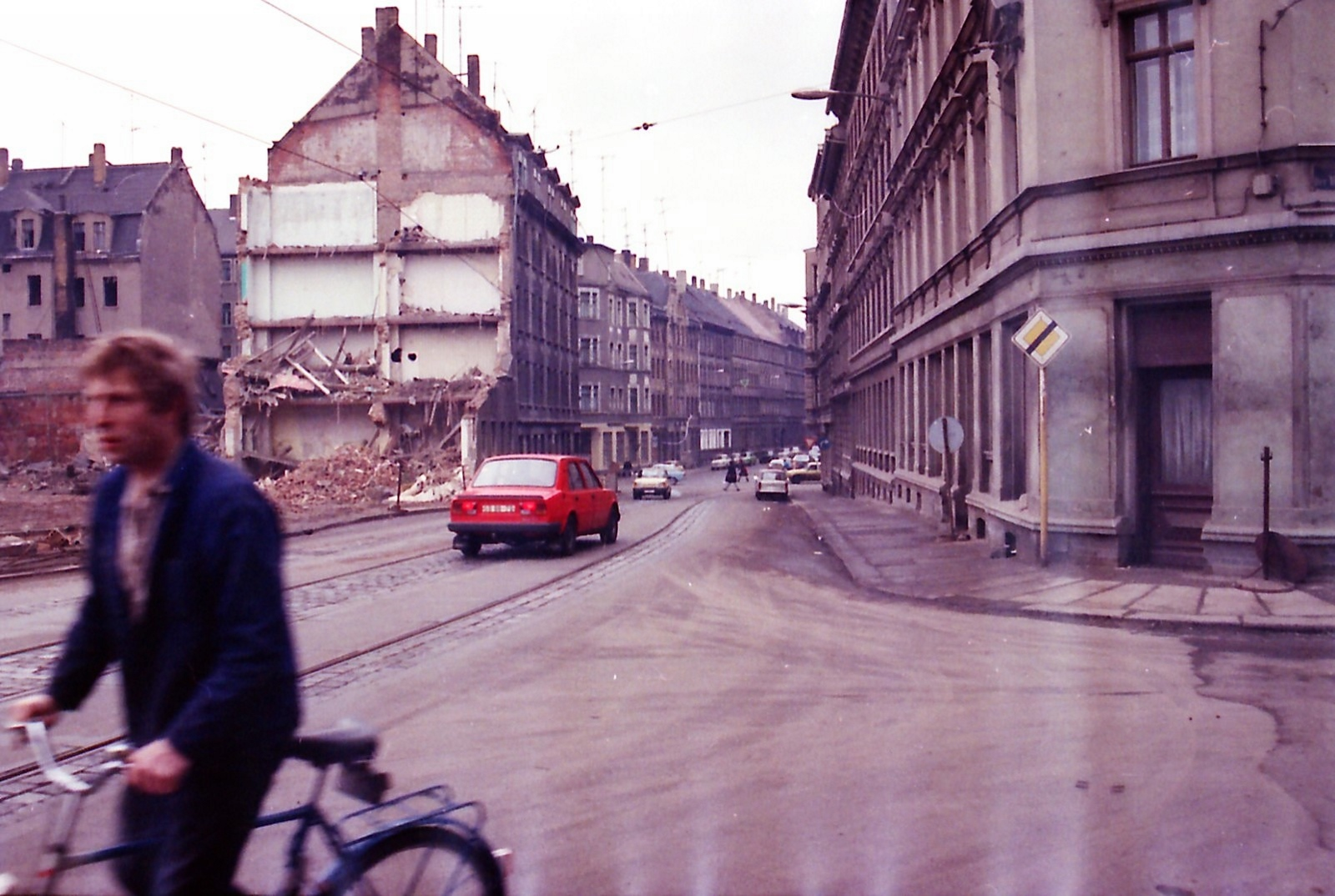
Einen Steinwurf vom Rabet entfernt, Januar 1990

Rabet – Oder das Verschwinden einer Himmelsrichtung ist ein Wenderoman von Martin Jankowski. Das Buch erschien 1999 im via verbis verlag und beschreibt die Wende aus der Sicht politisch aktiver Leipziger Protagonisten.

## Handlung

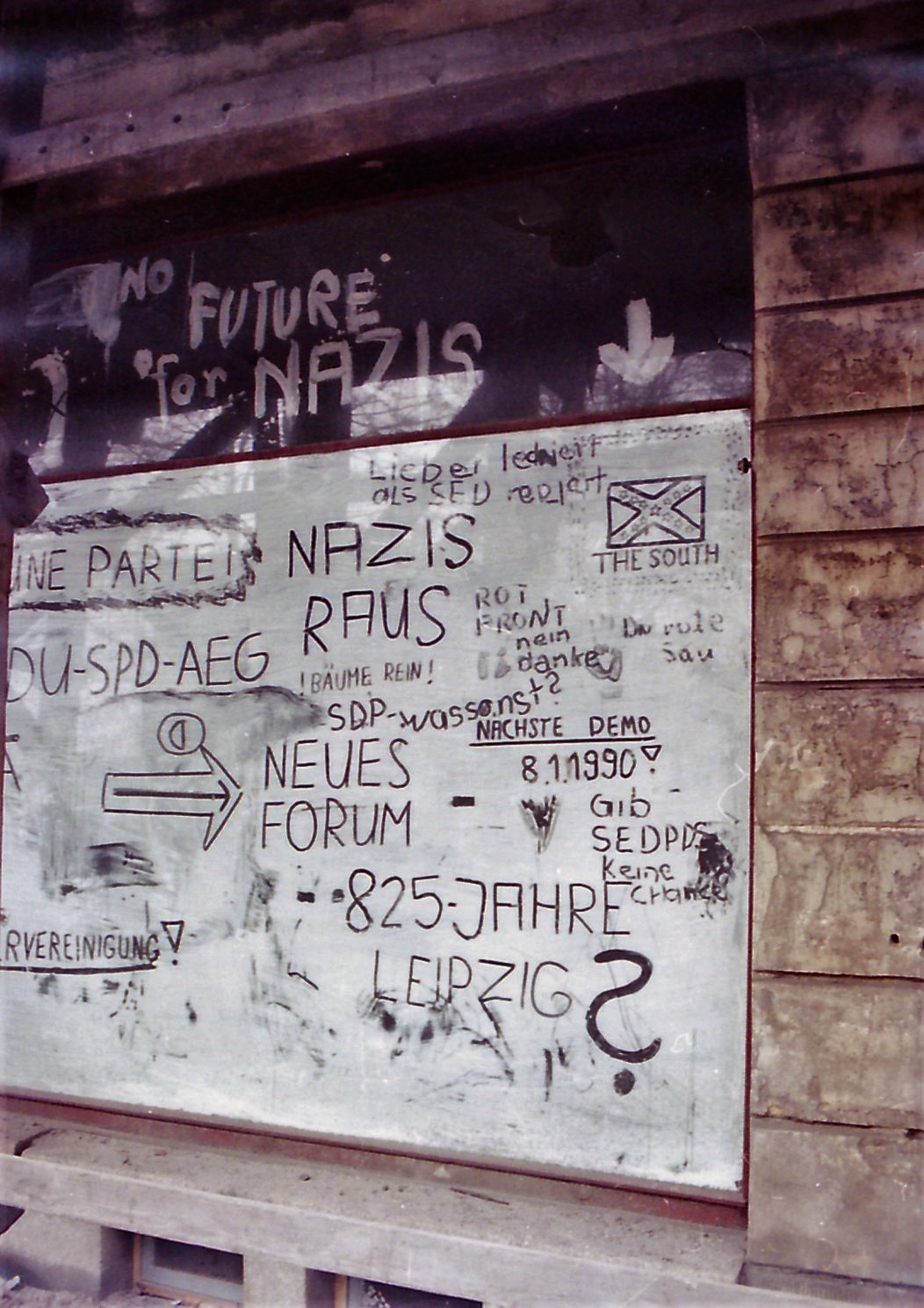
Meinungsfreiheit 1990, aufgenommen in der Nähe des Rabets

Benjamin Grasmann, ein jugendlicher Träumer aus der ostdeutschen Provinz, bricht aus der heimatlichen Kleinstadt nach Leipzig auf, um Musiker zu werden. Er verliebt sich in die Musikerin Gesa und gerät durch sie in die Kreise oppositioneller Künstler um die Leipziger Nikolaikirche, die ihn tief beeindrucken. Als einer von ihnen verhaftet und nach Westdeutschland abgeschoben wird, entschließt sich auch Benjamin, politisch aktiv zu werden. Bald ist er tief in die Auseinandersetzungen der Leipziger Opposition mit dem sozialistischen Staat verstrickt. Es kommt zu weiteren Verhaftungen, eine Bewegung formiert sich und führt schließlich zu ersten Unruhen und Demonstrationen. Doch mit dem Auseinanderfallen der DDR zerbricht auch die Freundesgruppe, und die Liebe zwischen Benjamin und Gesa gerät in eine Krise.
Der Roman erzählt die Entwicklung der oppositionellen Bewegung in Leipzig aus der Perspektive junger Protagonisten und beschreibt deren persönlichen Geschichten sowie die Entstehung oppositioneller Gruppen. Die ersten aktiven Proteste, die Entwicklung der Friedensgebete zu einem Brennpunkt der Auseinandersetzung und die Montagsdemonstrationen sowie die offenen Konfrontation mit dem SED-Regime werden geschildert. Doch auch nach dem Sieg der Opposition, der schließlich zum Mauerfall führte, sind die Leipziger Revolutionäre nicht am Ziel ihrer Wünsche angelangt. Der Roman spielt in den Jahren 1987 bis 1990 und beschreibt erstmals in der Wendeliteratur die Wende aus der Sicht eines aktiven Oppositionellen.

## Rezeption
Die Leipziger Volkszeitung urteilte 1999: „Auf diesen Roman mussten wir zehn Jahre warten!“ 2003 beschrieb Frank Thomas Grub das Buch als „[…] einen der wenigen Romane, in denen die europäische Dimension des Umsturzes zum Ausdruck gebracht wird […]“ und merkte an, das Buch wirke einer Legendenbildung der Wende entgegen. „Jankowski ist einer der wenigen Autoren, die nicht nur kritisch, sondern auch ironisch kommentieren […]“, schrieb Grub außerdem. Jankowski beschreibt literarisch, wie der Ruf „Wir sind das Volk“ entstand, schreibt 2005 Deutschlandradio Kultur. 2009 empfahl der Stern den Roman in einer Sonderausgabe zur Wende. Außerdem erschien das Buch in italienischer und indonesischer Übersetzung.